# Jodia intermedia
Jodia intermedia là một loài bướm đêm trong họ Noctuidae.